# 宇都宮さだし
宇都宮 さだし（うつのみや さだし、1976年2月25日 - ）は、日本の歌手、タレント、実業家。本名：宇都宮 貞史（読み同じ）。

## 略歴
愛媛県松山市出身。松山大学経済学部卒業。血液型AB型。長男。2歳と3歳年下の弟がいる。
1998年12月に日本クラウン株式会社より『泣かせて』でデビュー。
2006年には松山市に飲食店業等を営む株式会社ハッピーダイニング（現・キッチンファクトリー）を設立し、一時は飲食店8店舗、エステティックサロン2店舗を運営するなど年商約20億円をあげていたが、2014年9月2日に破産開始決定を受けている。負債総額は約50億円。
2016年5月25日、金融機関から飲食店の開店資金名目で融資金2億円をだまし取った詐欺容疑で愛媛県警に逮捕された。さらに同年12月8日には、自身が檀家総代を務める寺院、黄檗宗安城寺の土地建物の所有権をめぐり住職と共謀し、土地建物を担保に融資した大阪市の不動産会社に損害を与えたとして、背任容疑で大阪地検特捜部に逮捕され、同月22日に起訴された。翌年1月25日、黄檗宗関連施設の建て替え工事の受注を建築会社の社長に約束し、工事の補償金として3億円をだまし取った詐欺容疑で再逮捕され、翌24日に同容疑で起訴された。
2018年6月15日、背任や詐欺などの罪で大阪地裁から懲役4年10月の実刑判決を言い渡された。金融機関から融資金2億円を詐取したとされる件については「被告の故意を認めることには合理的な疑いが残る」として無罪とされた。最高裁まで争ったが2020年6月23日付で上告を棄却され一審判決が確定した。

## ディスコグラフィー

### シングル
- 2006年『青春の日よ　いついつまでも』
- 2006年7月5日  『運命の悪戯』　c/w「ふたたびの愛」
- 2002年            『さだしのハッピーフラメンコ』
- 2002年12月21日『可愛い女』」c/w「SADASHIの青春サンバ」
- 2001年8月     『泣かせて〜サンババージョン〜』
- 2001年5月23日 『サヨナラ模様』　c/w「おとこの挽歌」
- 1999年12月27日『しのび逢い』　c/w「野郎の挽歌」
- 1999年8月     『鈴木茂ゼミナール　ソング』
- 1998年12月27日『泣かせて』　c/w「旅立ち」

## 出演・パーソナリティーを担当している番組

### ラジオ
エフエム愛媛
「青春の歌　昭和～平成流行歌集!」（毎週日曜 7:00-8:00）
「宇都宮さだしイベント情報」（月曜日～金曜日18:55～19:00）